# Kārlis Miesnieks
Kārlis Miesnieks (né le 31 janvier 1887 à Jaunpiebalgas pagasts dans le Gouvernement de Livonie – mort le 25 octobre 1977 à Riga en Lettonie) est un peintre réaliste letton. Il est le frère de l'écrivain Jonāss Miesnieks.

## Biographie
Kārlis Miesnieks est né dans la maison Vecviņķi de Jaunpiebalgas pagasts en Lettonie sous l’Empire russe. Ses parents étaient des paysans. Kārlis a été scolarisé à l'école de Jaunpiebalga et à l'école de Cēsis. Après avoir travaillé comme enseignant à l'école populaire il fait son initiations à la peinture dans l'atelier de Jūlijs Madernieks. En 1910, il part pour Saint-Pétersbourg où il intègre l'école de Société impériale d'encouragement des beaux-arts dans la classe d'Arkadi Rylov. À partir de 1911, il étudie à l'Académie d'art et d'industrie Stieglitz dont il sort avec diplôme de peintre-décorateur en 1915. De retour en Lettonie, il travaille comme professeur de dessein à l'école de Nītaure et à l'école paroissiale de Saint-Martin de Jaunpiebalga, à l'école de Mazsalaca et à l'école commerciale de Riga. En 1920 — 1924, il dirige le studio des beaux arts de la Société lettonne d'encouragement culturel (Latvijas Kultūras veicināšanas biedrība) ainsi que la classe de dessein de l'Académie des beaux-arts de Lettonie. À cette époque, il est membre de l'Union de peintres indépendants (Neatkarīgo mākslinieku vienība). Il ouvre son propre studio avec le peintre Ludolfs Liberts 1924 - 1929. Il rejoint l'association d'artistes "Sadarbs" (1924 — 1940). Ses expositions personnelles ont eu lieu à Riga (1959, 1967, 1971, 1977), à Madona (1959), Cēsis (1959), Ventspils (1960), Liepāja (1960), Jēkabpils (1960), Pļaviņas (1960), Kandava (1961), Tukums (1961, 1976), Bauska (1961).
Kārlis Miesnieks est décédé à Riga. Il est inhumé au cimetière de Jaunpiebalga.

## Galerie photographique

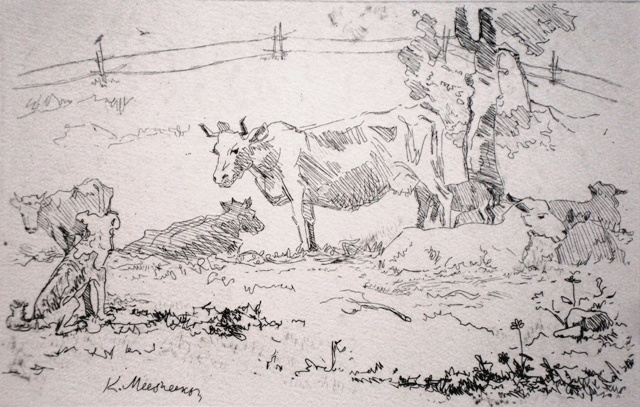
Pâturage (eau-forte)
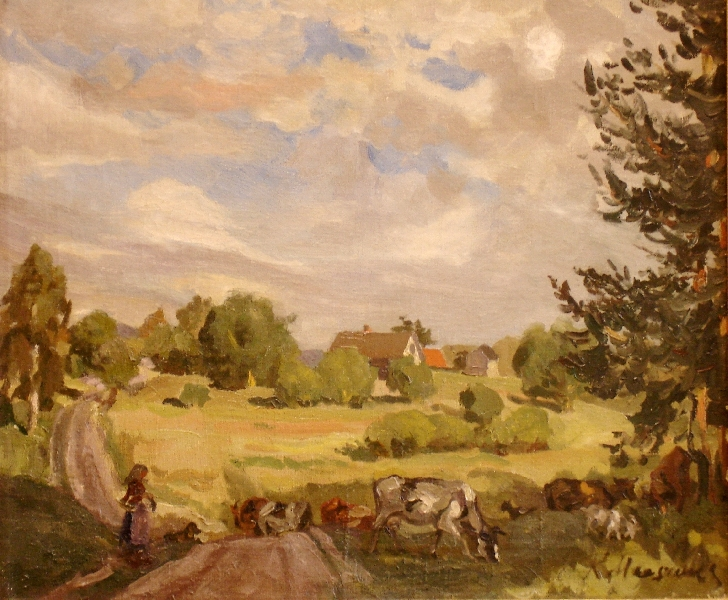
Paysage (huile sur toile)
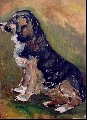
Chien (huile sur toile)
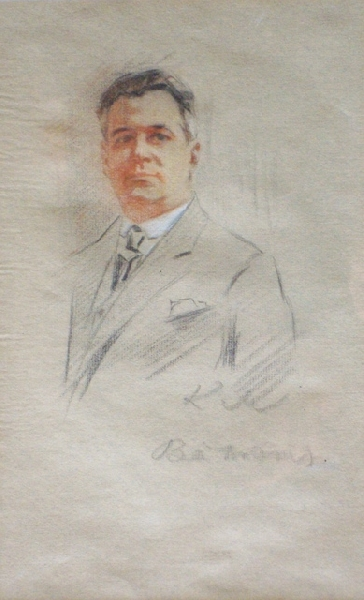
Portrait (technique mixte)